# 금성로 (경주시)
금성로(Geumseong-ro)는 경상북도 경주시 탑동 금성삼거리에서 시작하여, 성건동을 거쳐 연결하는 도로이다.
과거 금성로와 서성로를 이었으나, 2009년 12월 11일 도로명 주소 사업에 인해 금성로로 지정되었다.

## 노선 경로
| 이름                                | 접속 노선                           | 소재지        | 비고 |
| ----------------------------------- | ----------------------------------- | ------------- | ---- |
| 금성삼거리                          | 국도 제35호선 (서라벌대로)          | 황남동        |      |
| 오릉 오릉교(남천)                   | 포석로                              | 황남동        |      |
| (이름 없음)                         | 강변로                              | 황남동        |      |
| 황남주민센터네거리 (황남동주민센터) | 첨성로                              | 황남동        |      |
| 경주공업고등학교                    | 사정로                              | 황남동        |      |
| 서라벌네거리                        | 국도 제4호선 국도 제35호선 (태종로) | 황남동        |      |
| 서라벌네거리                        | 국도 제4호선 국도 제35호선 (태종로) | 중부동        |      |
| (이름 없음)                         | 원효로                              |               |      |
| (이름 없음)                         | 동성로                              | 성건동        |      |
| 중앙시장네거리                      | 화랑로                              | 성건동 중부동 |      |
| (이름 없음)                         | 북성로                              | 성건동 중부동 |      |
| 경북남부보훈지청                    | 금성로347번길                       | 성건동 중부동 |      |
| 성건주민센터네거리 (성건동주민센터) | 북문로                              | 성건동        |      |
| 해동 주유소 앞 네거리               | 금성로395번길 금성로396번길         | 성건동        |      |
| 동대네거리                          | 동대로 공영주택길                   | 성건동        |      |
| (이름 없음)                         | 알천남로                            | 성건동        |      |

## 주요 건물 및 시설
- 오릉 - 경상북도 경주시 금성로 38-9
- 경주공업고등학교 - 경상북도 경주시 금성로 209
- 경주지역노동삼담소 - 경상북도 경주시 금성로 232
- 경주시립도서관 중앙본관, 경주시새마을회 - 경상북도 경주시 금성로 236
- 경주축협- 경상북도 경주시 금성로 254
- 하이마트 노서점 - 경상북도 경주시 금성로 262
- 중앙지구대 - 경상북도 경주시 금성로 296-1
- 경주가톨릭회관 - 경상북도 경주시 금성로 327
- 경주보훈지청 - 경상북도 경주시 금성로 355
- 성건동 행정복지센터 - 경상북도 경주시 금성로 370
- 경주농협 성건지점 - 경상북도 경주시 금성로 405
- 신경주새마을금고 성건지점 - 경상북도 경주시 금성로 415
- 성건치안센터 - 경상북도 경주시 금성로 424
- 경주여자고등학교 - 경상북도 경주시 금성로 437
- 불국사문화회관 - 경상북도 경주시 금성로 440

## 참고 사항
- 경주 중앙시장에서는 장날에 차량과 노선버스가 대거 유입되어 교통 흐름이 크게 저해된다.
- 과거에는 금성삼거리에서 황남동 행정복지센터 사거리까지 구간에서 병목 현상으로 인해 교통 혼잡이 자주 발생했으나, 2021년 12월 강변로 구간 및 황남대교가 개통된 이후로 교통량이 크게 감소했다.

## 같이 보기
- 서라벌대로
- 화랑로
- 동대로